# Bretenière
Bretenière település Franciaországban, Côte-d’Or megyében. Lakosainak száma 935 fő (2022. január 1.). Bretenière Ouges, Saulon-la-Chapelle, Rouvres-en-Plaine, Thorey-en-Plaine és Fénay községekkel határos.

## Népesség
A település népességének változása:
| Lakosok száma | 436  | 513  | 675  | 746  | 804  | 885  | 913  | 929  | 925  | 935  |
|               | 1968 | 1982 | 1990 | 2006 | 2013 | 2015 | 2017 | 2019 | 2020 | 2022 |